# Чемпионат мира по самбо 1984
VIII Чемпионат мира по самбо 1984 года прошёл в Мадриде (Испания) 12 — 14 июня. Соревнования прошли в спортивном комплексе «Торрехон». В них приняли участие представители десяти стран: СССР, Монголия, Болгария, Испания, США, Франция, Нидерланды, Италия, Япония, Мексика.

## Медалисты
| Весовая категория | Золото                     | Серебро                   | Бронза                                           |
| ----------------- | -------------------------- | ------------------------- | ------------------------------------------------ |
| до 48 кг          | Канат Байшулаков · СССР    | Димитар Димитров · НРБ    | М. Гомес · Испания                               |
| до 52 кг          | Сергей Терновых · СССР     | Анжело Арланди · Италия   | Т. Дурхулчин · МНР К. Нозава · Япония            |
| до 57 кг          | Виктор Астахов · СССР      | Мигель Гарсия · Испания   | Эмиль Методиев · НРБ В. Ганболд · МНР            |
| до 62 кг          | Евгений Есин · СССР        | Мануэль Хименес · Испания | Ж. Дорждирен · МНР И. Синзаки · Япония           |
| до 68 кг          | Галдангийн Жамсран · МНР   | Валентин Минев · НРБ      | Владимир Паньшин · СССР Г. Манцо · Италия        |
| до 74 кг          | Игнасио Ордоньес · Испания | Жамбалын Ганболд · МНР    | Василий Швая · СССР М. Боуссон · Франция         |
| до 82 кг          | Гурам Черткоев · СССР      | Зундуйн Дэлгэрдалай · МНР | Берт Копс · Нидерланды Пламен Шополов · НРБ      |
| до 90 кг          | Виктор Чингин · СССР       | М. Гатлинг · США          | Д. Цэндаюш · МНР Пламен Милинкин · НРБ           |
| до 100 кг         | Михаил Баранов · СССР      | Одвогийн Балжинням · МНР  | Джорджо Ди Алессандро · Италия Х. Мустафов · НРБ |
| свыше 100 кг      | Владимир Сободырев · СССР  | С. Хурулбатор · МНР       | Марин Герчев · НРБ Крис Долман · Нидерланды      |